# Полуштык
Полушты́к (от нидерл. steek — «узел»; англ. Single Hitch — «одиночный штык») — обнос тросом какого-либо объекта и перекрестие концами под прямым углом без последующего пропускания троса в образовавшуюся петлю. Полуштык состоит из колы́шки, обнесённой вокруг объекта, конец которой прижат коренным концом. Использование полуштыка предполагает постоянное натяжение (нагружение) коренного конца верёвки, исключающее «переменную» нагрузку (рывки), поэтому, чтобы развязать полуштык, следует прежде ослабить (разгрузить) коренной конец верёвки.
Ошибочно путать элемент узлов «полуштык» с похожим названием морского узла «полуштык», элемент узлов «полуштык» стягивает что-либо, расположен на натянутой верёвке и распадается, если снять с объекта; морской узел «полуштык» стопорит что-либо, завязывают ненагруженным концом верёвки, а если снять с объекта, завязывается в узел.
Для безопасного подъёма вертикально поставленного бревна вверх к закрепляемому узлу «удавка» обычно добавляют 2 полуштыка. В составе выбленочного узла — пара полуштыков. Множество последовательно завязанных один за другим полуштыков, в составе сезнёвочного штыка, используют для крепления паруса на гике или рее.

## Фотогалерея

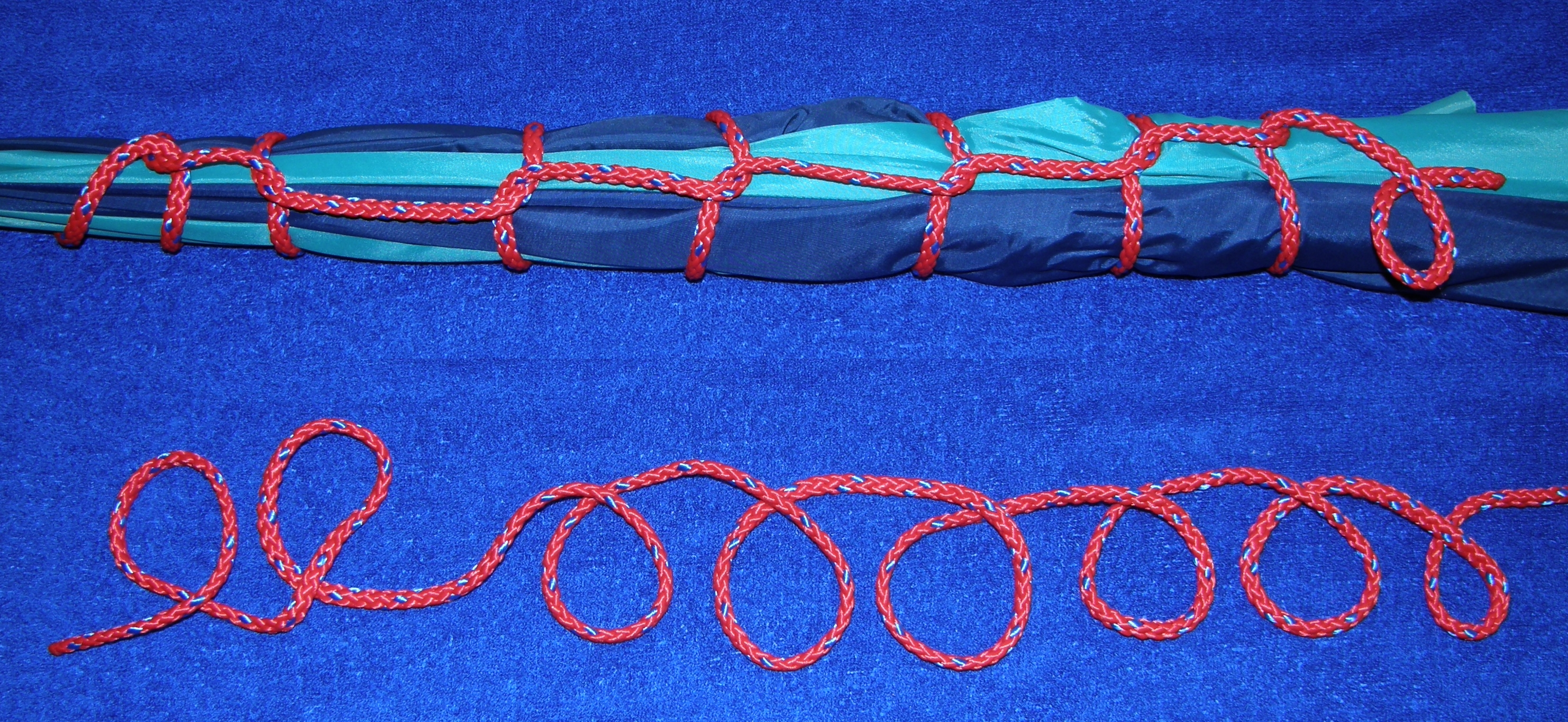
узлы называют «полуштыками», однако на самом деле — это «полуштыки» (элемент узлов), если снять с опоры, распадаются сами
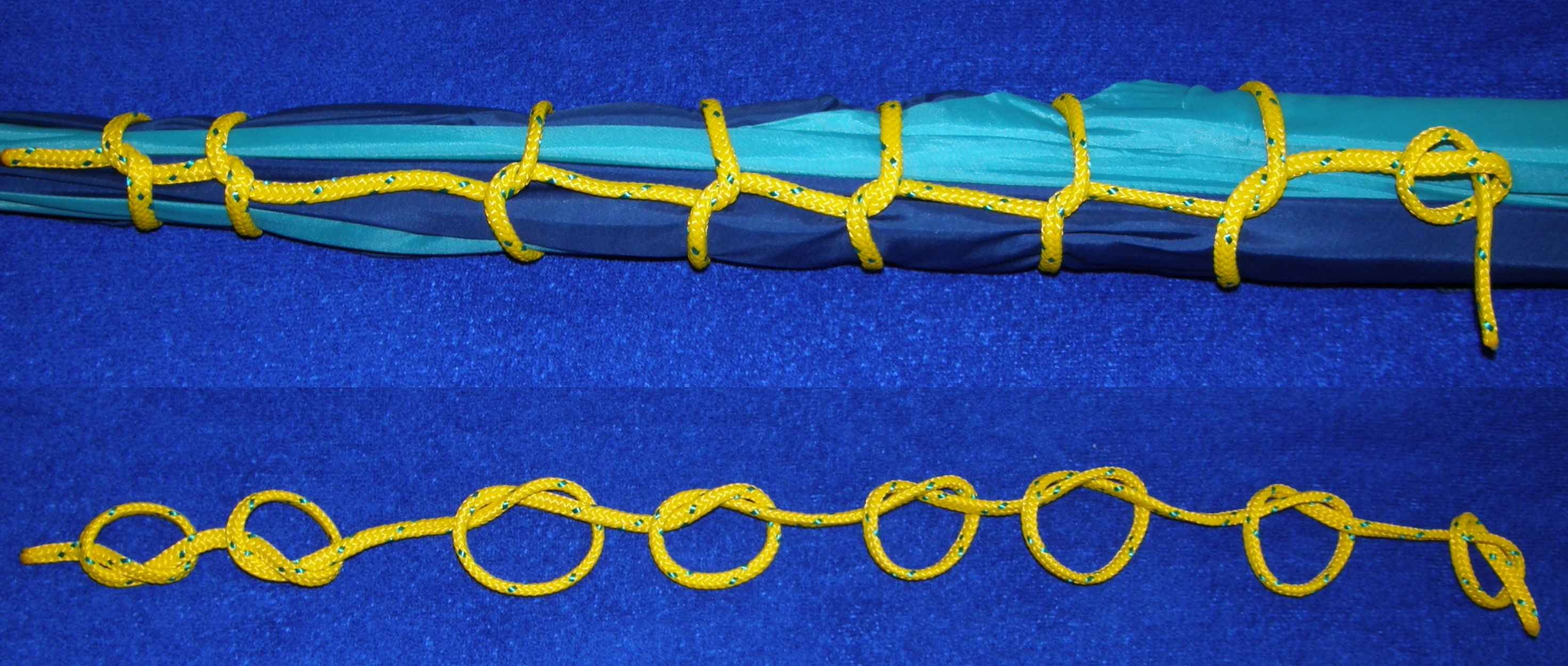
«сезнёвочные штыки» предпочитают при рифлении паруса более, чем «полуштыки» (элемент узлов), однако на самом деле — это «полуузлы», если снять с опоры, на тросе останутся «простые» узлы
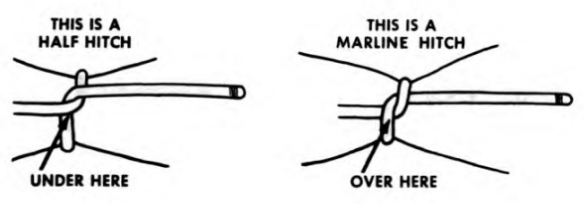
полуштык (элемент узлов) — слева, полуузел — справа
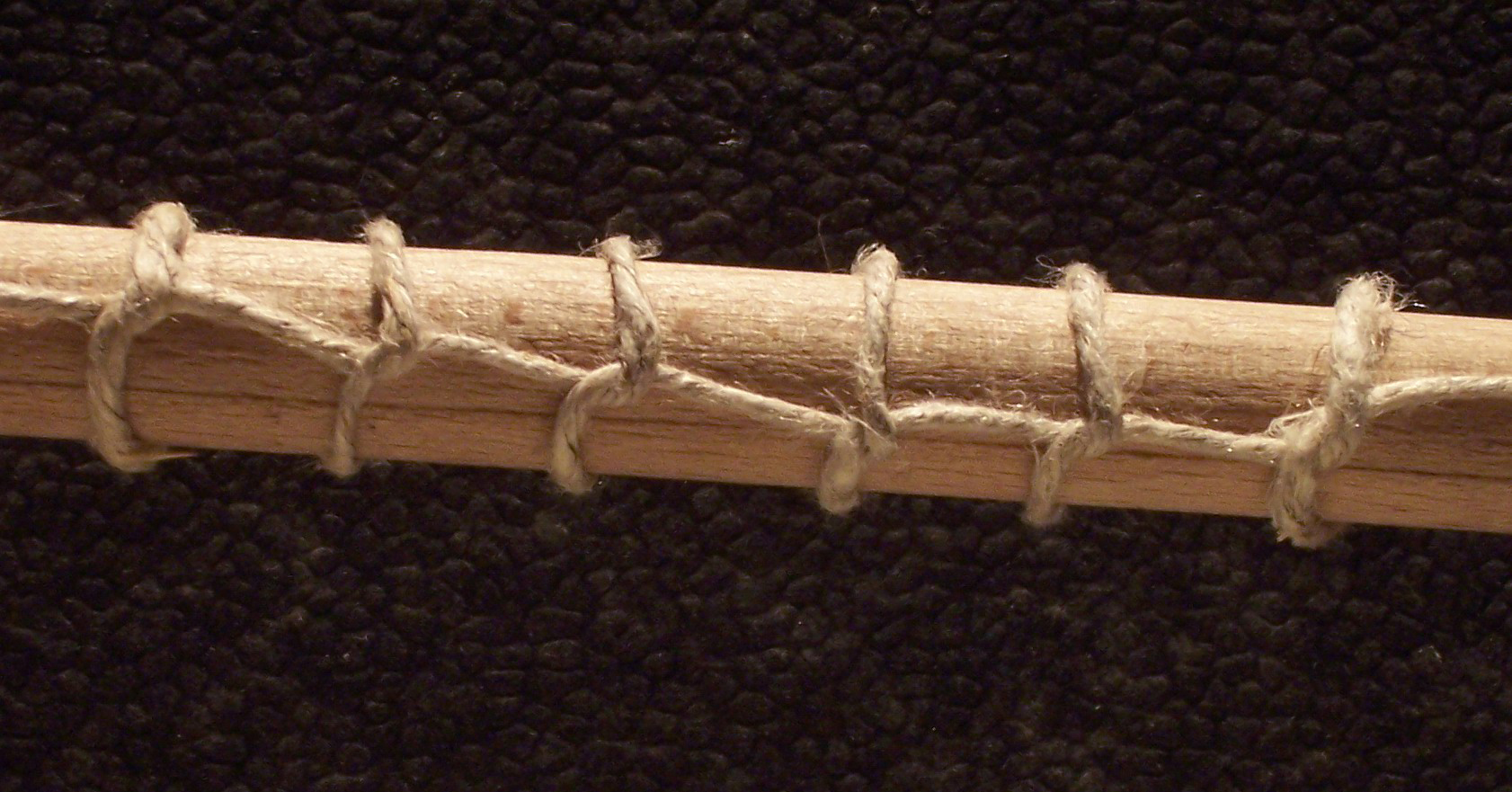
способ крепления паруса полуштыками («сезнёвочный штык»), которые завязывают на гике
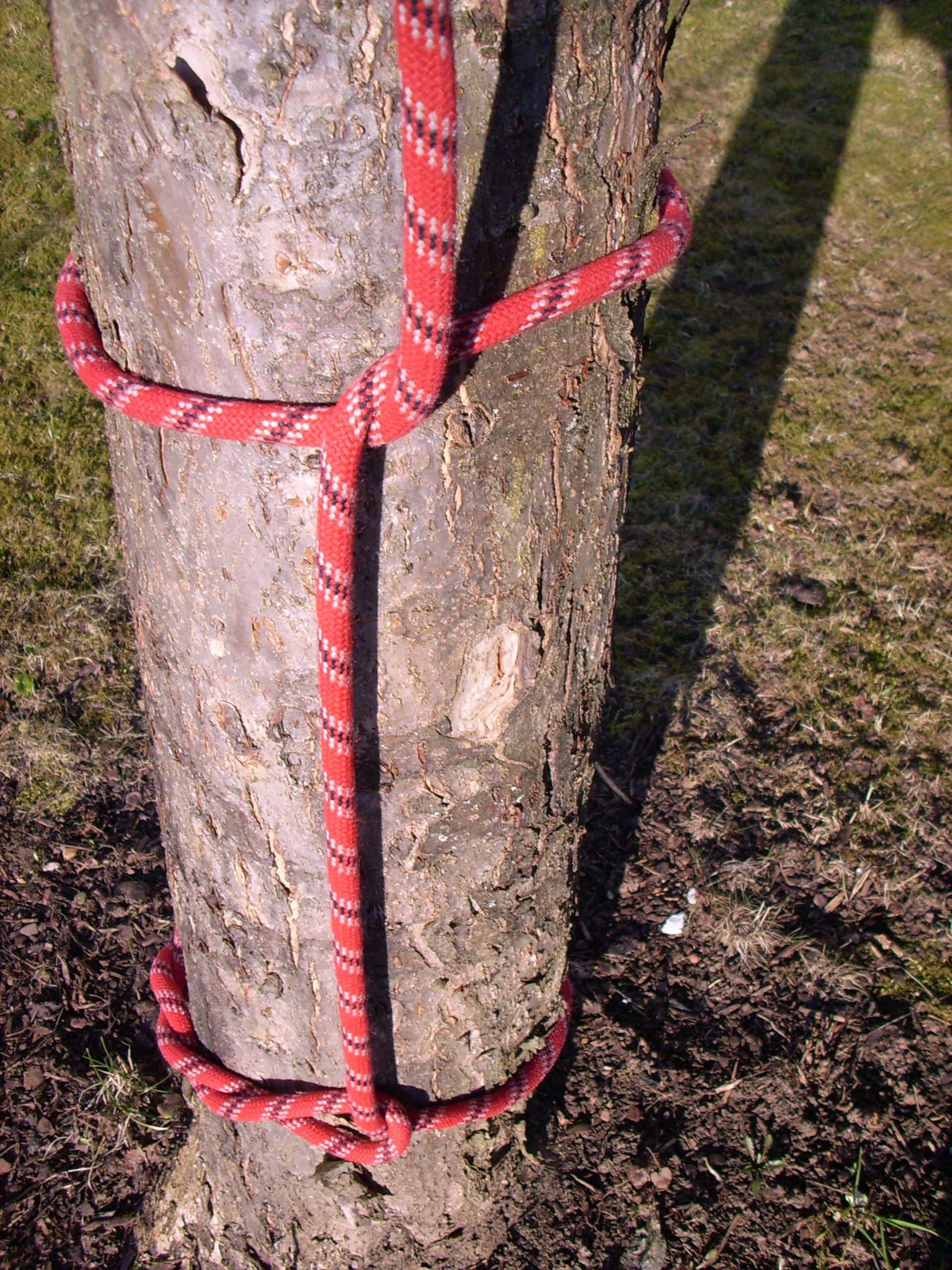
узел «удавка с полуштыками», которые добавляют к узлу, чтобы безопасно[22] поднимать бревно вертикально
шлаг с полуштыком в узле «задвижной штык»[23][24]